# Новосадовское сельское поселение
Новоса́довское се́льское поселе́ние — муниципальное образование в Белгородском районе Белгородской области России.
Административный центр — посёлок Новосадовый.

## История
Новосадовское сельское поселение образовано 20 декабря 2004 года в соответствии с Законом Белгородской области № 159.

## Население
| 2010  | 2011  | 2012    | 2013  | 2014  | 2015  | 2016  | 2017  | 2018  |
| ----- | ----- | ------- | ----- | ----- | ----- | ----- | ----- | ----- |
| 3057  | ↗3059 | ↗3501   | ↗4095 | ↗4753 | ↗4874 | ↗5396 | ↗5572 | ↗5705 |
| 2019  | 2020  | 2021    |       |       |       |       |       |       |
| ↗6259 | ↗6783 | ↗12 741 |       |       |       |       |       |       |

## Состав сельского поселения
| № | Населённый пункт | Тип населённого пункта          | Население |
| - | ---------------- | ------------------------------- | --------- |
| 1 | Ближняя Игуменка | село                            | ↗4908     |
| 2 | Новосадовый      | посёлок, административный центр | ↗7833     |